# Ippolita Trivulzio
Ippolita Trivulzio (1600, Palazzo Trivulzio – 20. června 1638, Knížecí palác v Monaku) byla italská šlechtična, manželka Honoré II. a monacká kněžna.

## Život
Narodila se roku 1600 v Palazzo Trivulzio jako jediná dcera Carla Emanuela Teodora Trivulzio, hraběte z Melza a Cateriny Gonzagové. Její rodina pocházela z Milána. Její starší bratr byl kardinál Gian Giacomo Teodoro Trivulzio.
Dne 13. února 1616 se vdala za monackého knížete Honora II. z rodu Grimaldiů. Spolu měli jednoho syna:
- Ercole, markýz z Baux (1623–1651)

Zemřela 20. června 1638 v Knížecím paláci v Monaku. Původně byla pohřbena v kryptě katedrály svatého Mikuláše v Monaku a dne 4. listopadu 1966 byla na příkaz knížete Rainiera III. přemístěna.